# Ode to Ochrasy
Ode to Ochrasy ist das dritte Album der schwedischen Rock-’n’-Roll-Band Mando Diao und erschien am 25. August 2006. Es ist das erste Album, bei dem Mats Björke offiziell auf dem Booklet-Cover zu sehen war.
In dem Album verarbeitet Mando Diao Tourerfahrungen, wie zum Beispiel im Lied Amsterdam, in dem es um das Amsterdamer Rotlichtviertel geht. Josephine handelt von einem schwedischen Junkiemädchen in London. Wie bei allen anderen Personen (außer Herr Horst) wurde auch ihr Name geändert. Das Lied Killer Kaczynski entstand nach einem Backstagegespräch in München mit einem Mann, welcher angeblich ein Attentat plante. Sänger Björn Dixgard sagt über das Lied Ochrasy, die Band lebe auf Tour immer in ihrer eigenen Welt und der Song handele vom Abdriften in das Land Ochrasy, das vergleichbar mit dem Pepperland der Beatles sei. Er vergleicht das Land auch mit Astrid Lindgrens Nangijala. Das Lied Good Morning, Herr Horst handele von einem Hamburger Obdachlosen, welcher in Stockholm lebe. Sie hätten ihn zufällig nachts getroffen, und er sei sich nicht zu fein gewesen, um für die Jungs zu singen und zu tanzen. 
Der Name Ochrasy ist ein von der Band erfundener Neologismus. Dieser Begriff treffe den Sound ihrer Musik am besten, ließ die Band erklären. Aus diesem Grund bezeichnen Mando Diao Ode to Ochrasy als ihr bestes Album. Nach eigenen Angaben sei es ihr perfektes Album, das ganz genau den Sound und Style Mando Diaos treffe und verkörpere. 

## Tracklist
1. Welcome Home, Luc Robitaille
2. Killer Kaczynski
3. Long Before Rock 'n' Roll*
4. The Wildfire (If It Was True)
5. You Don't Understand Me
6. Tony Zoulias (Lustful Life)
7. Amsterdam
8. TV & Me* (an Stelle von Good Morning, Herr Horst in restlichen Ländern veröffentlicht)
9. Josephine
10. The New Boy
11. Morning Paper Dirt
12. Good Morning, Herr Horst* (German Tour EP für Deutschland, Schweiz & Österreich)
13. Song For Aberdeen
14. Ochrasy

Nur auf Bonus Edition:
1. San Francisco Bay
2. Duel Of The Dynamite
3. With Or Without Love
4. Moonshine Fever

B-Seiten:
1. Chi
2. Popovic

(Singles*)